# Hepteracto
| Hepteract (hipercubo-7)                          | Hepteract (hipercubo-7) |
| ------------------------------------------------ | ----------------------- |
| Proyección ortogonal sobre un Polígono de Petrie |                         |
| Tipo                                             | Regular                 |
| Familia                                          | hipercubos              |

En geometría de séptima dimensión, un hepteracto es el nombre de un miembro de la familia de los hipercubos, con 128 vértices, 448 líneas, 672 cuadrados, 560 cubos, 260 hipercubos, así como 84 penteractos, y 14 hexeractos.
Su nombre es el resultado de combinar el nombre de teseracto o hipercubo con el prefijo hepte- que se deriva del griego y significa siete (en este caso siete dimensiones).
Es parte de una familia infinita de figuras n dimensionales conocida como hipercubos.
- Datos: Q2270666